# Nelson W. Fisk

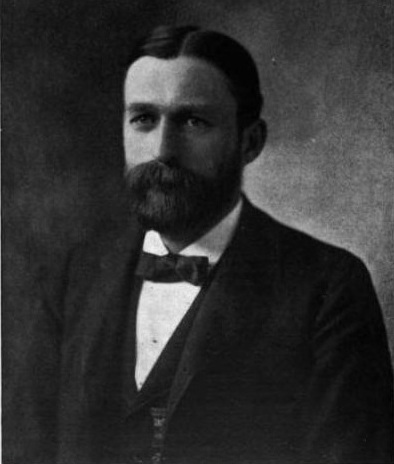
Nelson W. Fisk

Nelson Wilbur Fisk (* 5. August 1854 in Isle La Motte, Vermont; † 1. Oktober 1923 ebenda) war ein US-amerikanischer Geschäftsmann und Politiker, der von 1896 bis 1898 Vizegouverneur von Vermont war.

## Leben
Nelson Wilbur Fisk wurde in Isle La Motte, Vermont geboren. Er machte seinen Abschluss auf dem Eastman Business College in Poughkeepsie, New York und arbeitete danach im Marmor-Steinbruch seiner Familie. Nach dem Tod seines Vaters Hiram Fisk im Jahr 1884 wurde er alleiniger Inhaber der Firma.
Fisk heiratete Elizabeth B. Hubbell aus Chazy, New York im Jahr 1880. Seine Frau war eine Expertin in der Weberei und Färberei, ihre Wandbehänge, Tischsets und Tischdecken wurden von Sammlern geschätzt. Als sie nach Isle La Motte kam, gründete sie die Elizabeth Fisk Looms, sie beschäftigte einige der Frauen von Isle La Motte. Ihre feine Bettwäsche war im ganzen Land und selbst in England bekannt.
Als Mitglied der Vermonter Republikaner war Fisk von 1883 bis 1887 Abgeordneter im Repräsentantenhaus von Vermont und von 1889 bis 1891 Abgeordneter im Senat von Vermont. Gesetzgebend in einer Schlüsselrolle war er am Bau von drei Brücken beteiligt, darunter die erste, die Grand Isle mit dem Festland von Vermont bei Alburg verbindet. Er war Treuhänder der State Normal School, heute Johnson State College, der State Industrial School in Vergennes und der University of Vermont. Auch war er als Delegierter auf den Nationalversammlungen der Republikaner von 1888 und 1892. 1896 wurde er zum Vizegouverneur von Vermont gewählt und übte dieses Amt von 1897 bis 1899 aus.
Als der Vizepräsident der Vereinigten Staaten, Theodore Roosevelt im Jahr 1901 als Gast anlässlich der Jahrestagung der Vermonter Fish and Game League zu Besuch bei Fisk war, erhielt er die Nachricht, dass in Buffalo auf Präsident William McKinley geschossen worden war. Roosevelt wurde mit dem Boot übergesetzt und mit der Rutland Railroad noch in der Nacht zum Präsidenten nach Buffalo gebracht. Die Jahrestagung der Vermonter Fisch and Game League wurde von der Vermonter Politprominenz und über tausend Gästen besucht. Diese wurden mit Dampfschiffen über den Lake Champlain gebracht, welche an der Fisk Laderampe gegenüber dem Steinbruch andockten.
Fisk starb in Isle La Motte am 1. Oktober 1923. Sein Grab befindet sich auf dem Isle La Motte South Cemetery.
Bei dem Steinbruch der Fisk auf Isle La Motte an der West Shore Road, handelt es sich um einen Teil der Überreste eines der ältesten Riffs der Erde. Dieses Riff entstand vor etwa 480 bis 450 Millionen Jahren und erstreckte sich über eine Länge von 2000 Kilometer. Seit 2009 gilt das fossile Riff als Nationales Naturdenkmal. Der Fisk Steinbruch ist für die Öffentlichkeit zugänglich gemacht worden.